# The Weeknd
Abel Makkonen Tesfaye, född 16 februari 1990 i Scarborough, Ontario, känd som The Weeknd, är en kanadensisk sångare, låtskrivare och musikproducent. 2011 släppte han tre mixtapes och ett samlingsalbum; House of Balloons, Thursday, Echoes of Silence och Trilogy. 2013 släppte han debutalbumet Kiss Land.
Under 2015 släpptes sedan det andra albumet Beauty Behind The Madness. 2016 släppte han Starboy, där han samarbetar med artister som Daft Punk, Lana Del Rey och Future. Två år senare släpptes My Dear Melancholy, en EP som beskrivits som en återgång till den mörkare, mer elektroniskt präglade stilen av hans första mixtapes. Hans femte album Dawn FM släpptes 2022 och hans sjätte och senaste studioalbum Hurry Up Tomorrow släpptes den 31 januari 2025.
The Weeknd har samarbetat med ett flertal kända artister bland annat Daft Punk, Drake, Eminem, Sia och Ariana Grande.
Han har mottagit beröm från flera musiktidningar. Hans röst och talang har jämförts med Michael Jackson.

## Biografi
Abel Tesfaye föddes i Scarborough, Ontario, i Kanada och är av etiopisk härkomst. Under uppväxten tog hans mormor hand om honom, tack vare detta kan Tesfaye prata flytande amhariska. När Tesfaye var 17 år hoppade han av High School och flyttade hemifrån, han övertygade även sin vän La Mar Taylor att göra samma sak. Detta kom att bli upphov till hans artistnamn The Weeknd, eftersom de lämnade en helg och kom aldrig tillbaka. Under en period var han och Taylor hemlösa.
I en intervju med musikmagasinet Rolling Stone berättade The Weeknd om hur droger haft ett stort inflytande på hans liv. Bland annat hur han använt det som hjälpmedel för sin scenskräck, samt fått inspiration till låttexter. Många av hans låtar handlar om droger. Inte minst i samlingsalbumet Trilogy och i en av hans populäraste låtar Can't Feel My Face, som handlar om kokain. Han rökte marijuana när han var yngre och när han blev äldre började han ta droger som kokain, ecstasy, xanax och kodein. Namnet på hans skivbolag och crew, XO, står för drogerna ecstasy och oxykodon.  
Den 7 februari 2021 uppträdde The Weeknd vid Super Bowl LV:s halvtidsshow med en påkostad show. Det rapporterades att han själv spenderade över sju miljoner dollar på framträdandet.
Tesfaye var med och skrev manus till, samt skådespelade i dramaserien The Idol på HBO Max som hade premiär under 2023. Han bidrog även med flertalet låtar till seriens soundtrack.

## Diskografi

### Studioalbum
- 2012 – Trilogy (samlingsalbum innehållande hans 3 mixtapes med nya låtar adderade)
- 2013 – Kiss Land
- 2015 – Beauty Behind the Madness
- 2016 – Starboy
- 2018 – My Dear Melancholy
- 2020 – After Hours
- 2022 – Dawn FM
- 2025 – Hurry Up Tomorrow

### Livealbum
- 2023 – Live at SoFi Stadium

### Soundtrack
| År   | Titel    |
| ---- | -------- |
| 2023 | The Idol |

### Mixtapes
- 2011 – House of Balloons
- 2011 – Thursday
- 2011 – Echoes of Silence

### Singlar
| År   | Titel                                          | Album                                                            |
| ---- | ---------------------------------------------- | ---------------------------------------------------------------- |
| 2012 | Wicked Games                                   | Trilogy                                                          |
| 2012 | Twenty Eight                                   | Trilogy                                                          |
| 2012 | The Zone (featuring Drake)                     | Trilogy                                                          |
| 2013 | Kiss Land                                      | Kiss Land                                                        |
| 2013 | Belong to the World                            | Kiss Land                                                        |
| 2013 | Live For (featuring Drake)                     | Kiss Land                                                        |
| 2013 | Pretty                                         | Kiss Land                                                        |
| 2014 | Wanderlust                                     | Kiss Land                                                        |
| 2014 | Often                                          | Beauty Behind The Madness                                        |
| 2014 | Love Me Harder (med Ariana Grande)             | My Everything                                                    |
| 2014 | Earned It                                      | Fifty Shades of Grey                                             |
| 2014 | Earned It                                      | Beauty Behind The Madness                                        |
| 2015 | The Hills                                      |                                                                  |
| 2015 | Can't Feel My Face                             |                                                                  |
| 2015 | In The Night                                   |                                                                  |
| 2015 | Acquainted                                     |                                                                  |
| 2016 | Starboy (featuring Daft Punk)                  | Starboy                                                          |
| 2016 | False Alarm                                    | Starboy                                                          |
| 2016 | I Feel It Coming (featuring Daft Punk)         | Starboy                                                          |
| 2016 | Party Monster                                  | Starboy                                                          |
| 2017 | Reminder                                       | Starboy                                                          |
| 2017 | Rockin'                                        | Starboy                                                          |
| 2017 | Die For You                                    | Starboy                                                          |
| 2018 | Pray For Me (featuring Kendrick Lamar)         | Black Panther: The Album                                         |
| 2018 | Call Out My Name                               | My Dear Melancholy,                                              |
| 2019 | Lost In The Fire (med Gesaffelstein)           | Hyperion                                                         |
| 2019 | Power Is Power (med SZA och Travis Scott)      | For the Throne: Music Inspired by the HBO Series Game of Thrones |
| 2019 | Heartless                                      | After Hours                                                      |
| 2019 | Blinding Lights                                | After Hours                                                      |
| 2020 | Save Your Tears                                | After Hours                                                      |
| 2021 | Take My Breath                                 | Dawn FM                                                          |
| 2022 | Sacrifice                                      | Dawn FM                                                          |
| 2022 | Out Of Time                                    | Dawn FM                                                          |
| 2022 | Less Than Zero                                 | Dawn FM                                                          |
| 2022 | Nothing Is Lost (You Give Me Strength)         | Avatar: The Way of Water (Official Motion Picture Soundtrack)    |
| 2023 | Die For You - Remix (featuring Ariana Grande)  | Starboy (Deluxe)                                                 |
| 2024 | Dancing In The Flames                          | inget album                                                      |
| 2024 | Timeless (med Playboi Carti)                   | Hurry Up Tomorrow                                                |
| 2024 | São Paolo (med Anitta)                         | Hurry Up Tomorrow                                                |
| 2025 | Open Hearts                                    | Hurry Up Tomorrow                                                |
| 2025 | Cry For Me                                     | Hurry Up Tomorrow                                                |
| 2025 | Wake Me Up (med Justice)                       | Hurry Up Tomorrow                                                |
| 2025 | Enjoy The Show (med Future)                    | Hurry Up Tomorrow                                                |
| 2025 | Timeless - Remix (med Doechii & Playboi Carti) | fristående remix                                                 |

### Tillsammans med andra
| År   | Artist            | Titel                                                         | Album                                                                |
| ---- | ----------------- | ------------------------------------------------------------- | -------------------------------------------------------------------- |
| 2012 | Drake             | "Crew Love" (feat. The Weeknd)                                | Take Care                                                            |
| 2012 | Wiz Khalifa       | "Remember You" (feat. The Weeknd)                             | O.N.I.F.C.                                                           |
| 2013 | Juicy J           | "One of Those Nights" (feat. The Weeknd)                      | Stay Trippy                                                          |
| 2013 | Kavinsky          | "Odd Look" (Remix) (feat. The Weeknd)                         | Odd Look                                                             |
| 2013 | Sia               | "Elastic Heart" (feat. The Weeknd & Diplo)                    | The Hunger Games: Catching Fire – Original Motion Picture Soundtrack |
| 2014 | Ty Dolla Sign     | "Or Nah" (Remix) (feat. The Weeknd, Wiz Khalifa & DJ Mustard) | Or Nah                                                               |
| 2015 | Mike Will Made It | "Drinks on Us" (feat. The Weeknd, Swae Lee & Future)          | Ransom                                                               |
| 2015 | Belly             | "Might Not" (feat. The Weeknd)                                | Up for Days                                                          |
| 2015 | Travis Scott      | "Pray 4 Love" (feat. The Weeknd)                              | Rodeo                                                                |
| 2016 | Travis Scott      | "Wonderful" (feat. The Weeknd)                                | Birds in the Trap Sing McKnight                                      |
| 2016 | Disclosure        | "Nocturnal" (feat. The Weeknd)                                | Caracal                                                              |
| 2016 | Future            | "Low Life" (feat. The Weeknd)                                 | EVOL                                                                 |
| 2016 | Cashmere Cat      | "Wild Love" (feat. The Weeknd & Francis and the Lights)       | 9                                                                    |
| 2017 | NAV               | "Some Way" (feat. The Weeknd)                                 | NAV                                                                  |
| 2017 | Future            | "Coming Out Strong" (feat. The Weeknd)                        | HNDRXX                                                               |
| 2017 | Lana Del Rey      | "Lust For Life" (feat. The Weeknd)                            | Lust For Life                                                        |
| 2017 | French Montana    | "A Lie" (feat. The Weeknd & Max B)                            | Jungle Rules                                                         |
| 2017 | Gucci Mane        | "Curve" (feat. The Weeknd)                                    | Mr. Davis                                                            |
| 2018 | Belly             | "What You Want" (feat. The Weeknd)                            | Immigrant                                                            |
| 2019 | Travis Scott      | "Wake Up" (feat. The Weeknd)                                  | ASTROWORLD                                                           |